# Бремгартен (писта)
Бремгартен е писта за провеждане на автомобилни и мотоциклетни състезания, намираща се до едноименния град в Швейцария.

## История
Първоначално е построена за състезания с мотоциклети през 1931 година. Първото автомобилно състезание се провежда през 1934 година, но завършва трагично заради смъртта на пилота Хю Хамилтън.
Първото състезание за Формула 1 е за Голямата награда на Швейцария през 1950 година, когато печели Джузепе Фарина с Алфа Ромео. Пистата е извадена от календара на ФИА за Формула 1 през 1955 година, след трагедията на Льо Ман.
Голяма награда на Швейцария се провежда през 1982 година, но на пистата Дижон-Преноа, Франция.

## Характеристики
Дължината ѝ е 7,28 км (4,524 мили). Съдържа изключителни прави участъци и високоскоростни завои. Поради наличието на дървета около пътя, пистата се слави като много опасна, особено при дъжд.

## Победители
| Година | Пилот              | Конструктор | Писта      | Статистика |
| ------ | ------------------ | ----------- | ---------- | ---------- |
| 1954   | Хуан Мануел Фанджо | Мерцедес    | Бремгартен | Статистика |
| 1953   | Алберто Аскари     | Ферари      | Бремгартен | Статистика |
| 1952   | Пиеро Таруфи       | Ферари      | Бремгартен | Статистика |
| 1951   | Хуан Мануел Фанджо | Алфа Ромео  | Бремгартен | Статистика |
| 1950   | Джузепе Фарина     | Алфа Ромео  | Бремгартен | Статистика |